# Ovčiarsko-Tunnel
Der Ovčiarsko-Tunnel (slowakisch Tunel Ovčiarsko) ist ein 2360 m langer Autobahntunnel in der Slowakei unweit der im Nordwesten des Landes liegenden Stadt Žilina auf der Autobahn D1, Bauabschnitt Hričovské Podhradie–Lietavská Lúčka. Er befindet sich westlich des Stadtkerns von Žilina, wobei die Osthälfte im Gemeindegebiet des namensgebenden Ortes Ovčiarsko, der Westteil hingegen in den Gemeindegebieten von Dolný Hričov und Paština Závada liegt. Der Tunnel unterquert den nördlichen Ausläufer des Gebirges Súľovské vrchy am 539 m n.m. hohen Berg Viešky.
Zur Tunnelanlage gehören zwei Röhren mit Platz für je zwei Fahrspuren. Beide Röhren sind mit acht Sicherheitskorridoren verbunden und in jeder Röhre sind drei Nothaltebuchten vorhanden. Die Höchstgeschwindigkeit beträgt 100 km/h.

## Bau
1996 begann die Errichtung des Richtstollens auf der Trasse des zukünftigen Tunnels, der im April 1998 durchgeschlagen wurde. Zu einem Tunnelbau kam es in den folgenden Jahren nicht. Im Frühjahr 2014 starteten die Bauarbeiten am Bauabschnitt Hričovské Podhradie–Lietavská Lúčka, am 12. September 2014 wurde mit einem Feierakt auch der Bau des Ovčiarsko-Tunnels eingeleitet. Es wurde die Neue Österreichische Tunnelbaumethode (NÖT) verwendet. Der feierliche Durchschlag der Nordröhre fand am 29. April 2016 statt, die Südröhre folgte am 12. Juli 2016. Der ursprüngliche Eröffnungstermin im Januar 2018 konnte auch wegen fehlender Anbindung am östlichen Ende des Bauabschnitts nicht eingehalten werden, zur Inbetriebnahme kam es schließlich am 29. Januar 2021.